# Староклёнское
Староклёнское — село в Первомайском районе Тамбовской области России. Административный центр Староклёнского сельсовета.
Расположено на истоке реки Снежеток вблизи границы с Липецкой областью, в 8-9 км к юго-западу от посёлка городского типа Первомайский и в 100 км к северо-западу от Тамбова.
Имеется подъездная дорога к селу от автодороги Р22 (Москва — Астрахань). В 4 км к северо-западу от села находится остановочная платформа Снежеток на ж.-д. линии Москва-Павелецкая — Богоявленск (Первомайский).
| 1859 | 1897  | 1906  | 2010 |
| ---- | ----- | ----- | ---- |
| 2872 | ↗4446 | ↗4798 | ↘710 |

## История
История основания села неразрывно связана с историей Белгородской засечной черты и, в частности, Козловского уезда. Начало строительства города Козлова относят к 11 сентября 1635 года и почти сразу для строительства и охраны города (части Белгородской засечной черты) набирают служивых людей, которым выделяют землю для проживания и кормления. В Писцовой книге 1646 года впервые упоминается деревня Кленская (РГАДА. Ф. 1209. Оп. 1. Д. 199. Л.303), а в Писцовой книге 1651-52 гг. по Козлову указано в стане Иловайском «в селе Кленской поляне, что была Борковая пустошь, меж болот под лесом с поля едучи, по правой стороне близко речки Криуши, а в нем церковь Рождества Христова…» (РГАДА ф.1209 оп.1 д.1014).
С набором второй волны служивых людей, чтобы различать сёла, Кленское стали именовать Старое Кленское, а другое — Новое Кленское (в 4,5 км к востоку).
Село Старое Кленское позднее отнесли к Раненбургскому уезду Рязанской губернии, а после упразднения уездного деления в 1928 году село входило в состав Раненбургского района Козловского округа Центрально-Чернозёмной области. В 1935 году село передано в состав новообразованного Варейкисовского района Воронежской области. В 1937 году район был переименован в Первомайский и вошёл в состав Рязанской области, с 4 февраля 1939 года — в составе Тамбовской области.

## Известные жители
- Дегтярёв, Пётр Георгиевич
- Клеймёнов, Семён Васильевич
- Ачкасов, Сергей Васильевич
- Толмачёв, Михаил Иванович
- Попов, Михаил Васильевич